# Янтарненский сельский совет
Янтарненский сельский совет (укр. Янтарненська сільська рада, крымскотат. Taşlı Dayır köy şurası) — согласно законодательству Украины — административно-территориальная единица в Красногвардейском районе Автономной Республики Крым, расположенная в южной части района в степной зоне полуострова. Население по переписи 2001 года — 4917 человек, плолщадь совета 102 км².
К 2014 году состоял из 4 сёл:
- Янтарное
- Григорьевка
- Красный Партизан
- Удачное

## История
Янтарненский сельский совет, согласно сборнику «Города и села Украины. Автономная Республика Крым. Город Севастополь. Историко-краеведческие очерки», образован в 1944 году как Малобалкинский. К 1 января 1968 года уже в Янтарненский сельсовет в совет входили следующие сёла:
- Янтарное
- Красный Партизан
- Удачное

К 1977 году в сельсовет передали Григорьеву и совет обрёл современный состав. С 12 февраля 1991 года сельсовет в восстановленной Крымской АССР, 26 февраля 1992 года переименованной в Автономную Республику Крым. С 21 марта 2014 года —аннексирован Россией. Законом «Об установлении границ муниципальных образований и статусе муниципальных образований в Республике Крым» от 4 июня 2014 года территория административной единицы была объявлена муниципальным образованием со статусом сельского поселения.